# Bob Marley: One Love
Bob Marley: One Love är en amerikansk biografisk drama- och musikfilm från 2024. Filmen är regisserad av Reinaldo Marcus Green som även skrivit manus tillsammans med Zach Baylin och Frank E. Flowers. Filmen är baserad på Bob Marleys liv.
Filmen hade biopremiär i Sverige den 14 februari 2024, utgiven av Paramount Pictures.

## Handling
Filmen kretsar kring den välkända reggaemusikern och låtskrivaren Bob Marley liv. Som Bob Marley ses Kingsley Ben-Adir.

## Rollista (i urval)
- Kingsley Ben-Adir – Bob Marley
- Lashana Lynch – Rita Marley
- James Norton – Chris Blackwell
- Aston Barrett Jr. – Aston "Family Man" Barrett
- Sevana – Judy Mowatt
- Jesse Cilio – Norval Marley
- Michael Gandolfini – Howard Bloom
- Nadine Marshall – Cedella Malcolm
- Anthony Welsh – Don Taylor[5]